# Frédéric Guillaume Edel
Pour les articles homonymes, voir Edel.
Frédéric Guillaume Edel, né le 21 octobre 1787 à Strasbourg et mort le 7 mars 1866 dans la même ville, est un pasteur protestant et érudit français.

## Origines et famille
Il est issu d’une famille de fondeurs de cloches (huit générations), actifs à Strasbourg du XVIIe à la fin du XIXe siècle. Quelque 8 000 cloches seraient sorties de leur établissement, répandues dans l’espace rhénan et même au-delà de l’Europe, en Chine, au Brésil et en Afrique. Fils de Matthieu Edel et de Julienne Madeleine Klett, Frédéric Guillaume épouse en 1810 Sophie Caroline Grauel.

## Formation et carrière
Immatriculé au Gymnase protestant en 1796, il poursuit ses études au Séminaire protestant à partir de 1803, puis à l’Académie protestante de 1807 à 1811. Il est ensuite pasteur à Riquewihr (Haut-Rhin) de 1815 à 1821. À cette date il est nommé au Temple Neuf de Strasbourg où il restera jusqu’à sa mort. Il y connaît une ascension rapide : président du Consistoire du Temple Neuf, inspecteur ecclésiastique de l’inspection du Temple Neuf de 1835 à 1866, membre du Consistoire général de l’Église de la Confession d’Augsbourg, membre du Directoire.

## Orientations et initiatives
Dans la continuité de ses maîtres rationalistes Jean Laurent Blessig et Haffner, il était inféodé au mouvement libéral, en position dominante au XIXe siècle parmi les pasteurs, à la Faculté de théologie protestante de Strasbourg. Edel exprime souvent son désaccord avec François Haerter, son collègue au Temple Neuf, initiateur du réveil piétiste en Alsace. Avec un autre représentant éminent du libéralisme, le professeur Jean-Frédéric Bruch, il prit l’initiative en 1835 de réunir une fois l’an l’ensemble des pasteurs d’Alsace, sans distinction de parti ou d’Église, pour s’encourager mutuellement dans le ministère, s’entretenir de problématiques ecclésiales et spirituelles. Ainsi naquit la Conférence pastorale qui a subsisté jusque dans la seconde moitié du XXe siècle. Edel fut aussi l’un des principaux membres de la Société ecclésiastique des missions, chargée de procurer aux missions déjà existantes des secours financiers et de former des missionnaires. Il participe également à diverses œuvres bibliques et caritatives.

## Écrivain religieux et essayiste
Outre ses nombreux sermons imprimés, oraisons funèbres ou homélies de circonstance, il a publié plusieurs livres en allemand : une monographie sur l’histoire du Temple Neuf (1825) ; Die Geschichte der Überreichung der Augsburger Confession am 25. Juni 1530 [L’histoire de la remise de la Confession d’Augsbourg à Charles Quint le 25 juin 1530] (1830). En 1841 il publie Das Kirchenjahr mit seinen Sonn- und Festtagen samt der biblischen Perikopen (L’année ecclésiale avec ses dimanches et jours de fêtes, y compris les péricopes). On lui doit aussi une biographie de Jean Geiler de Kaysersberg, célèbre prédicateur de la cathédrale, mort en 1510 (1848) et une biographie du dominicain Tauler (mort en 1360), éminent représentant de la mystique rhénane (1853). Il a publié également deux volumes sur les cloches (1852-1853). En 1865 il a publié un volume de souvenirs (Ein halbes Jahrhundert im Geistlichen Amt).

## Distinctions
- Chevalier de la Légion d'Honneur[2].